# Aaron Rodgers
Aaron Charles Rodgers (Chico, 2 de dezembro de 1983) é um jogador de futebol americano que atua como quarterback pelo Pittsburgh Steelers na National Football League (NFL). Ele começou sua carreira jogando futebol americano universitário na Butte College em 2002 antes de se transferir para a Universidade da Califórnia em Berkeley, atuando por lá por dois anos, estabelecendo vários recordes, especialmente em termos de eficiência passando a bola. Rodgers foi selecionado na primeira rodada do Draft da NFL de 2005 pelo Green Bay Packers. Campeão do Super Bowl em 2011 pelos Packers, Rodgers é considerado um dos melhores quarterbacks do seu tempo, além de um dos mais talentosos.

## Infância
Rodgers nascem em 2 de dezembro de 1983, na cidade de Chico, Califórnia, filho de Darla Leigh (née Pittman) e Edward Wesley Rodgers. Seu pai era natural do Texas e jogou futebol americano universitário como jogador de linha ofensiva pela Universidade Estadual de Chico de 1973 a 1976. Ele tem ascendência inglesa, irlandesa e alemã. Sua família se mudou para Ukiah, Califórnia, onde jogou na Oak Manor Elementary School.
A família Rodgers retornou para Chico em 1997 e Aaron passou a estudar na Pleasant Valley High School, sendo o quarterback titular da escola por dois anos e lançando para 4 421 jardas. Ele se formou com vários recordes na escola em 2002. Rodgers então prestou seu exame do SAT e teve uma nota altíssima de 1310 (média de A−).

## Carreira Universitária

### 2003
Rodgers começou jogando futebol americano universitário pela Butte Community College mas depois se transferiu para a Universidade da Califórnia em 2003. Ele liderou seu time para o Insight Bowl na vitória sobre o Universidade Estadual da Virgínia. Em 2003, Rodgers empatou o recorde da universidade com cinco jogos de 300 jardas.

### 2004
Em um jogo daquela temporada, Rodgers estabeleceu um recorde depois de completar 26 passes seguidos e empatou o recorde da NCAA com 23 passes completados de forma consecutiva em um jogo. Rodgers também conquistou a melhor marca da história da faculdade ao completar 85.3% de seus passes em um jogo.

### Números no universitário
|         |       | Passando | Passando | Passando | Passando | Passando | Passando | Passando | Passando | Correndo | Correndo | Correndo | Correndo |
| Ano     | Time  | Comp     | Ten      | Pct      | Jardas   | JPJ      | TD       | Int      | Rating   | Ten      | Jardas   | JPJ      | TD       |
| ------- | ----- | -------- | -------- | -------- | -------- | -------- | -------- | -------- | -------- | -------- | -------- | -------- | -------- |
| 2003    | Cal   | 215      | 349      | 61,6%    | 2 903    | 8.3      | 19       | 5        | 146,58   | 86       | 210      | 2,4      | 5        |
| 2004    | Cal   | 209      | 316      | 66,1%    | 2 566    | 8.1      | 24       | 8        | 154,35   | 74       | 126      | 1,7      | 3        |
| Total   | Total | 424      | 665      | 63,8%    | 5 469    | 8.2      | 43       | 13       | 150,27   | 160      | 336      | 2,10     | 8        |
| Fontes: |       |          |          |          |          |          |          |          |          |          |          |          |          |

### Prêmios e honras
- 2003 Honorable mention All-Pac-10[25]
- 2003 Insight Bowl Offensive MVP
- 2004 Cal Co-Offensive MVP
- 2004 First-team All-Pac-10[26]
- 2004 Second-team Academic All-Pac-10[27]
- 2004 Honorable mention All-American pela Sports Illustrated[28]

## Carreira profissional

### Green Bay Packers

#### Reserva (2005–2007)

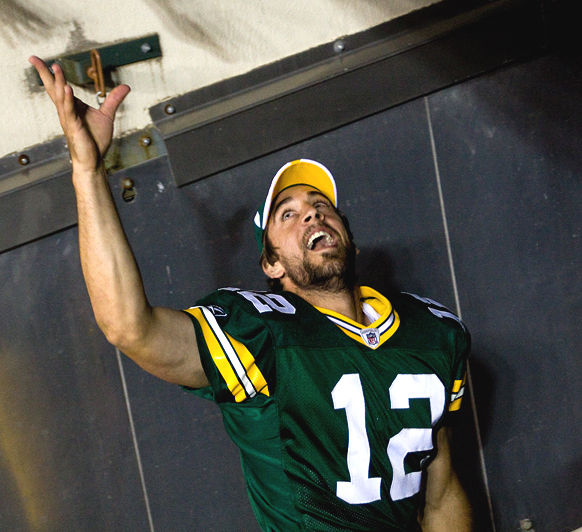
Rodgers em 2008

Rodgers era esperado que fosse selecionado numa alta posição no Draft de 2005 da NFL. Ele terminou o ano na Universidade lançando para 2.320 jardas completando 67.5% de seus passes. Ele igualou o recorde da NCAA ao completar 23 passes consecutivos em um jogo de campeonato contra a USC. Ele lançou para 24 touchdowns e foi interceptado apenas 8 vezes em seu último ano da faculdade, impressionando vários olheiros da NFL. Aaron acabou sendo selecionado na 24ª escolha da primeira rodada do Draft, sendo o segundo quarterback escolhido naquele altura no draft. Em agosto de 2005, Rodgers assinou com o Green Bay Packers por 5 anos por US$7.7 milhões de dólares.
Rodgers permaneceu no banco enquanto viu seu time sob a liderança do quarterback Brett Favre ganhar 4 jogos e perder 12 jogos da temporada de 2005. Rodgers não teve muito tempo em campo naquele ano mas ele acabou jogando um pouco contra o New Orleans Saints e na derrota para o Baltimore Ravens.
Quando Favre decidiu continuar com sua carreira pela temporada de 2006, Rodgers foi forçado a continuar como segundo quarterback no depth chart.
Em 19 de novembro de 2006, Rodgers quebrou o pé em um jogo contra o New England Patriots na derrota por 35 a 0 em uma derrota em casa quando ele foi substituir Brett Favre que também se machucou e Aaron acabou não jogando o restante da temporada de 2006. Rodgers conseguiu se recuperar e estar disponível para a temporada de 2007.
Depois de um entrevista emocionada para a reporter Andrea Kramer da NBC ao fim de 2007, Favre anunciou que voltaria como titular dos Packers em 2007, adiando mais uma vez a entrada de Rodgers como QB titular dos Green Bay Packers. Antes de 2007, surgiram rumores de uma troca de Rodgers para o Oakland Raiders pelo wide receiver Randy Moss. Contudo, Moss foi enviado para o New England Patriots por uma escolha no Draft de 2007 e Rodgers continuou em Green Bay.
Rodgers foi forçado a entrar em campo quando Favre se machucou no segundo quarto contra o Dallas Cowboys no Thursday Night Football em 29 de novembro de 2007. Rodgers completou 18 passes para 201 jardas, sem interceptações. Ele também lançou seu primeiro touchdown, mas foi derrubado três vezes. Aaron conseguiu reverter o defict de 17 pontos para apenas 3, mas o Cowboys venceram por 37 a 27.

#### Titular

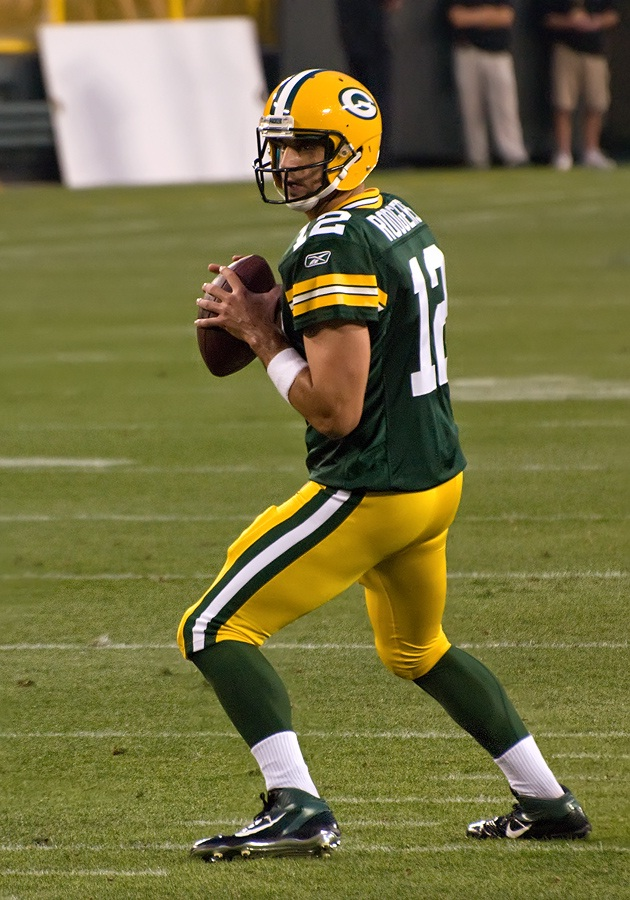
Aaron Rodgers em 2011.

##### 2008
Após o anúncio da aposentadoria de Brett Favre em 4 de março de 2008, a vaga de titular de quarterback dos Packers ficou aberta para Rodgers para a temporada de 2008. Apesar de Favre decidir por retornar ao futebol americano, ele acabou sendo mandado para o New York Jets, dando a Rodgers conforto na posição de titular.
Rodgers fez sua estreia na liga como titular pelos Packers na vitória sobre o Minnesota Vikings por 24 a 19 no Lambeau Field. Essa foi a primeira vez desde 1992 que um quarterback que não foi Favre começou um jogo de temporada regular por Green Bay. Rodgers terminou o jogo com 178 jardas e 2 touchdowns (1 passando/1 correndo). Na semana seguinte, Rodgers foi votado vencedor do FedEx Air Award depois que passou para 328 jardas e fez 3 touchdowns na vitória contra o Detroit Lions. Na quarta semana da temporada, Rodgers conseguiu lançar 157 passes sem sofrer uma interceptação quando ele foi interceptado por Derrick Brooks do Tampa Bay Buccaneers. Essa sequência foi a terceira maior por um jogador dos Packers atrás de Bart Starr (294) e Brett Favre (163). Rodgers sofreu uma grava contusão no ombro mas continuou jogando e conquistou uma vitória contra o Seattle Seahawks duas semanas depois da contusão. Apesar do sucesso inicial, Rodgers não conseguiu ganhar um jogo por margem pequena apesar das várias oportunidades de virada. Em 31 de outubro de 2008, Rodgers assinou um contrato de 6 anos valendo US$65 milhões de dolares.

##### 2009
No jogo de abertura da temporada de 2009, Rodgers ganhou seu primeiro jogo com uma virada no placar, quando ele lançou um passe para touchdown de 50 jardas para o wide receiver Greg Jennings com um minuto restante para vencer o Chicago Bears por 21 a 15. Rodgers foi nomeado NFC Offensive Player of the Month (Jogador Ofensivo do Mês) em outubro de 2009 quando ele passou para 988 jardas e completou 74.5% de seus passes, tendo um rating superior a 110 durante os jogos daquele mês. Depois de um começo de 4 vitórias e 4 derrotas nos primeiros oito jogos, com uma derrota para o fraco Tampa Bay Buccaneers, o time deu a volta por cima. Rodgers liderou os Packers a cinco vitórias consecutivas, onde ele lançou para 1 324 jardas, 9 touchdowns e apenas 2 interceptações. Rodgers e os Packers venceram então 2 de seus últimos 3 jogos, terminando a segunda metade da temporada com 7 vitórias e 1 derrota com uma campanha final de 11-5; o time assim garantiu uma vaga no wild card (repescagem). Rodgers fez história ao ser o primeiro quarterback na história da NFL a lançar para 4 mil jardas em suas duas primeiras temporadas como titular.
Em seu primeiro jogo como titular num playoff contra o Arizona Cardinals, o primeiro passe de Rodgers foi interceptado por Dominique Rodgers-Cromartie. Contudo, Rodgers acabou terminando o jogo completando 28 de 42 passes para 422 jardas e quatro touchdowns. Apesar da boa performance ofensiva, os Packers perderam o jogo quando Rodgers sofreu um fumble na última jogada de seu time na prorrogação, que foi retornado por Karlos Dansby para touchdown que deu a vitória aos Cardinals por 51 a 45. Esta foi o jogo de playoff com maior número de pontos na história da NFL.
Devido a sua performance na temporada regular, Rodgers foi para o seu primeiro Pro Bowl como terceiro quarterback pela NFC atrás de Drew Brees e Brett Favre. Contudo, depois que Favre saiu devido a uma contusão e Brees deixou de participar pelo Super Bowl XLIV, Rodgers se tornou o titular pela NFC. Ele terminou aquele jogo completando 15 de 19 passando para 197 jardas e dois touchdowns.

##### 2010: Super Bowl

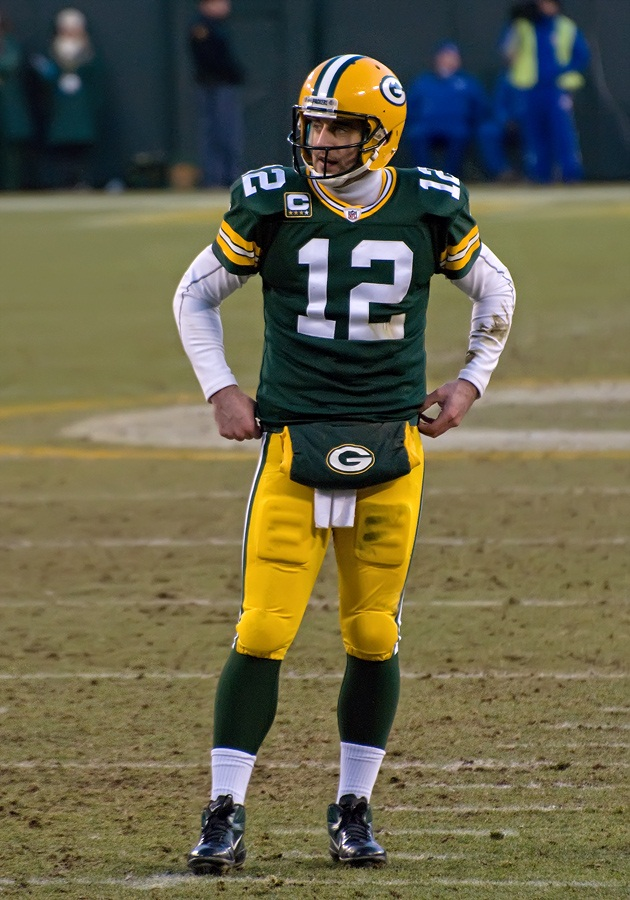
Aaron Rodgers em 2012.

Depois de liderar seu time a um começo de temporada com 2 vitórias em 2 jogos, os Packers perderam três dos quatro jogos incluindo duas derrotas consecutivas na prorrogação. Essas derrotas na prorrogação deram a Rodgers uma campanha de 0-5 nestas situações. Na semana 12, contra o Atlanta Falcons, Rodgers tentou 35 passes, alcançanddo a marca de 1 505 tentativas na carreira – o que o torna elegível para recordes de quarterback reconhecidos pela NFL. Na semana 14 da temporada, Aaron sofreu sua segunda concussão no ano. Isso forçou o reserva Matt Flynn a substitui-lo. O Green Bay Packers perdeu o jogo por 7 a 3 para o Detroit Lions. Rodgers não jogou a partida seguinte terminando uma sequência de 45 jogos começando como titular, igualando a segunda melhor marca da franquia.
Com uma campanha de 10 vitórias e 6 derrotas, os Packers foram até os playoffs da NFL como 6º seed na repescagem (Wild Card). Durante os playoffs, Rodgers liderou os Packers a três vitórias, fora de casa, contra os três melhores times rankeados na NFC. Na rodada de Wild Card, eles derrotaram o terceiro melhor time da conferencia, o Philadelphia Eagles por 21 a 16. No Playoff de Divisão, Rodgers completou 31 de 36 passes para 366 jardas e fez três touchdowns na vitória por 48 a 21 sobre o Atlanta Falcons, o time de melhor campanha da conferência durante a temporada. Em 23 de janeiro de 2011, Aaron e os Packers venceram o rival Chicago Bears por 21 a 14 para conquistar o NFC Championship dando ao time a chance de disputar o Super Bowl XLV, que o Packers acabaria vencendo, ao passar pelo Pittsburgh Steelers pelo placar de 31 a 25. Rodgers completou 24 de 39 passes para 304 jardas e 3 touchdowns naquela final. Depois do jogo, ele foi nomeado MVP do Super Bowl XLV.
Ele também recebeu o prêmio FedEx Air NFL Player of the Year pela sua performance durante a temporada de 2010.

##### 2011: MVP pela primeira vez
Rodgers conseguiu levar o Packers a 13 vitórias e nenhuma derrota no começo da temporada de 2011 até seu time ser batido pelo Kansas City Chiefs na semana seguinte. Naquele ano, ele teve uma das melhores temporadas da carreira, lançando para 4 643 jardas, 45 touchdowns e apenas 6 interceptações, com um rating de 122.5, este último sendo a atual melhor marca na história da NFL. Com esses números, ele foi nomeado NFC Offensive Player of the Month ("Jogador de Ataque do Mês") em setembro, outubro e novembro, e também recebeu o prêmio de FedEx Air Player of the Week ("Jogador da Semana passando a bola") seis vezes (semanas 4, 5, 6, 7, 9 e 13). Ao ser MVP do clássico jogo do Thanksgiving day entre Packers e o Detroit Lions, com a vitória de Green Bay, Aaron empatou o recorde da liga com maior quantidade de jogos seguidos (13) com pelo menos dois passes para touchdown. Os Packers terminaram a temproada com 15 vitórias e uma derrota, com Rodgers jogando 15 dos 16 jogos. Seu time, contudo, viria a ser derrotado, em casa, pelo New York Giants, que viria a ser campeão daquele ano.

##### 2012
Os Packers começaram a temporada de 2012 com uma derrota por 30 a 22 frente ao San Francisco 49ers. O time então acabou perdendo dois dos próximos quatro jogos, sendo uma derrota para Seattle Seahawks em uma jogada que ficou conhecida como "Fail Mary" e também uma amarga derrota para o Indianapolis Colts por 30 a 27, sendo que o time estava vencendo por 21 a 3 no intervalo. Na semana 6, contra o Houston Texans, Rodgers empatou o recorde da franquia ao lançar para seis touchdowns na partida, que deu a vitória ao seu time. Após este jogo, foram mais cinco vitórias seguidas com Aaron completando 65,7% de seus passes para 1 320 yards e 17 touchdowns, sofrendo apenas 2 interceptações e com um rating de 119,1. Os Packers então perderam para os Giants por 38 a 10, encerrando a série de vitórias. O time, contudo, venceu os próximos três jogos, todos contra adversários de divisão. Na semana 15, Rodgers lançou para 291 jardas e marcou 3 touchdowns na vitória de Green Bay sobre o rival Chicago Bears por 21 a 13. Este triunfo deu ao time o título da Divisão Norte, sendo o segundo consecutivo. No último jogo da temporada, os Packers perderam para o Minnesota Vikings por 37 a 34, apesar de Aaron Rodgers ter completado 28 de 40 passes para 365 jarda e ainda ter anotado 4 touchdowns, sem cometer um erro e terminou com um rating de 131,8. O Green Bay Packers terminou o ano com 11 vitórias e 5 derrotas, conquistando o primeiro lugar na divisão e o terceiro lugar na conferência. Rodgers terminou a temporada com o melhor rating da liga (108,0) pelo segundo ano seguido e também foi o segundo jogador com a maior quantidade de passes para touchdown lançados (39), o terceiro em aproveitamento nos passes (67,2%), o quinto em jardas por tentativa (7,78) e o oitavo em jardas aéreas (4 295).
Nos playoffs, os Packers conseguiram vencer o primeiro jogo na repescagem contra os Vikings, por 24 a 10. Contudo, o time acabou sendo derrotado na semana seguinte pelos 49ers, por 45 a 31, encerrando assim sua temporada.

##### 2013
Em 26 de abril de 2013, os Packers e Rodgers chegaram a um acordo e acertaram um contrato de 5 anos por US$110 milhões de dólares, fazendo dele o jogador mais bem pago da história da NFL à época. O time começou então a temporada enfrentando o então campeão da NFC, o San Francisco 49ers, equipe que os havia eliminado dos playoffs no ano anterior. Aaron completou 21 de 37 passes, 333 jardas, 3 touchdowns e 1 interceptações na derrota por 34 a 28. Na semana seguinte, ele lançou para 480 jardas (melhor marca da carreira) na vitória em casa por 38 a 20 sobre o Washington Redskins. As 335 jardas que ele conseguiu na primeira metade do jogo foi um recorde da franquia. Ele também se tornou o primeiro quarterback desde Y. A. Tittle, em 1962, a lançar para 480 jardas, 4 touchdowns e nenhuma interceptação. Rodgers acabou sendo nomeado o Jogador Ofensivo da Semana na NFC. Na rodada seguinte, ele viu seu recorde de 41 jogos seguidos sem lançar mais de uma interceptação em uma partida desaparecer na derrota para os Bengals por 34 a 30. Depois deste derrota, os Packers venceram quatro partidas segundas, duas contra oponentes de divisão e uma contra o então atual campeão do Super Bowl, o Baltimore Ravens. Contra os Ravens, Green Bay perdeu dois jogadores do ataque por lesão (Randall Cobb e James Jones). Na semana seguinte, contra os Browns, foi a vez do tight end Jermichael Finley sair do campo machucado, deixando Rodgers sem seus três melhores recebedores. Contudo, em um jogo contra o Minnesota Vikings, ele teve uma das melhores performances da carreira, completando 24 de 29 passes em uma vitória por 44 a 31.

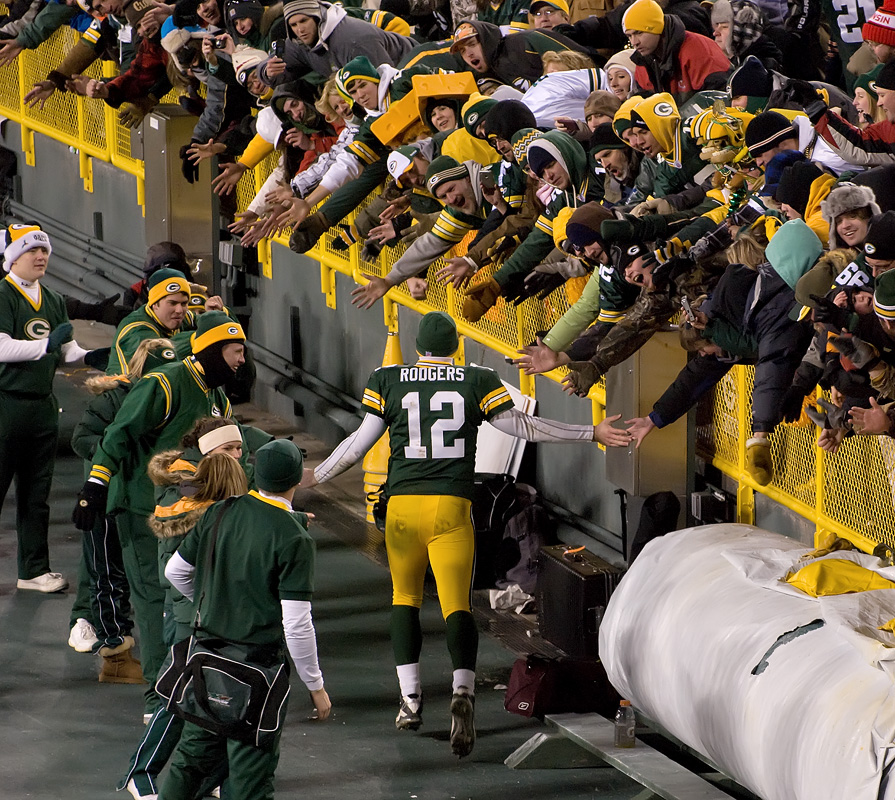
Rodgers cumprimentando fãs no Lambeau Field.

Na semana 9, em um jogo contra o Chicago Bears, Rodgers foi sackado pelo jogador Shea McClellin, e acabou fraturando a sua clavícula e acabou perdendo um mês. Ele retornou em 29 de dezembro, Aaron retornou ao time em uma partida decisiva contra o Bears, fora de casa, que acabou decidindo o título da divisão NFC North. No primeiro jogo de playoffs, a equipe acabou perdendo, novamente em um jogo decisivo, para o San Francisco 49ers. Rodgers lançou para 177 jardas e um touchdown em uma partida em que a temperatura no Lambeau Field chegou a -20 °C.

##### 2014: Pela segunda vez MVP
Com os Packers tendo boas campanhas nos anos anteriores mas perdendo cedo nos playoffs, havia muita pressão para Rodgers e seu time na temporada de 2014. O primeiro jogo foi contra o campeão do último Super Bowl, o Seattle Seahawks, por 36 a 16. Na semana seguinte veio uma vitória difícil sobre o New York Jets. No jogo seguinte, o ataque de Green Bay conseguiu marcar apenas 7 pontos contra o Detroit Lion, uma das piores marcas da equipe desde 2008. Apesar da performance abaixo da esperada do time, Aaron conseguiu bons números, com 5 touchdowns e apenas 1 interceptação, com um rating de 95,1. A equipe contudo se recuperou nas partidas seguintes. Com Rodgers lançando para 13 touchdowns e nenhuma interceptação, Green Bay conseguiu vencer quatro jogos seguidos.
Na semana 10, em uma partida contra o Chicago Bears, Rodgers teve uma das melhores performances da história da NFL desde Daryle Lamonica em 1969 ao lançar 6 touchdowns no primeiro tempo do jogo. Os Packers venceriam a partida por 55 a 14. Rodgers quebrou vários recordes naquela semana: maior quantidade de passes para TD de 70 ou mais jardas (sendo 16), maior quantidade de passes para touchdown em casa sem sofrer uma interceptação, e ainda se tornou o primeiro QB a ter lançado 10 passes para touchdown contra um mesmo time numa temporada.

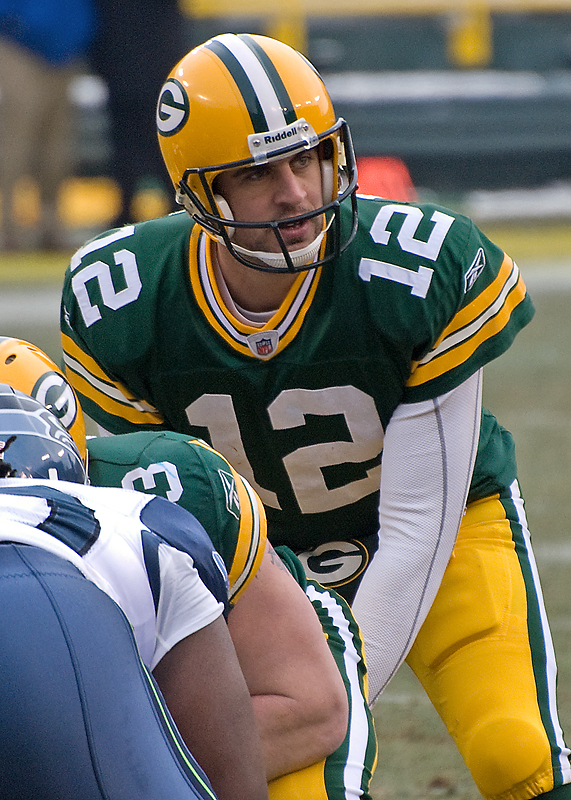
Rodgers recebendo um snap.

Críticas foram feitas pois apesar da campanha de 6 vitórias e três derrotas, apenas um time tinha uma campanha positiva. Então eles enfrentaram os Eagles, que tinha vencido 7 dos 9 jogos até então e ainda tinham o quarto melhor ataque da liga. No final, os Packers venceram por 53 a 20. Em mais um recorde batido, Rodgers quebrou a marca de passes para TD lançados sem uma interceptação (total de 288).
Na semana 13 veio um dos jogos mais difíceis e aguardados do ano contra o New England Patriots, no Lambeau Field. Os Pats tinha um dos melhores atauqes da liga e vinham de sete vitórias seguidas. Em um jogo acirrado, Rodgers marcou o touchdown decisivo em um passe para Randall Cobb, dando a vitória aos Packers por 26 a 21.
Após novamente liderar seu time a um título de divisão com uma campanha de 12 vitórias e 4 derrotas, em janeiro de 2015, a Associated Press o nomeou novamente para o time All-Pro.
O primeiro jogo dos Packers na pós-temporada foi no playoff divisional contra o Dallas Cowboys. Mesmo com uma contusão, Rodgers conseguiu liderar seu time a uma polêmica vitória após, em uma das últimas jogadas da partida, o juiz ter revertido uma recepção (tornando-a passe incompleto) do jogador Dez Bryant, dos Cowboys, o que sacramentou a vitória do time de Green Bay por 26 a 21. Na semana seguinte, na final de conferência, ainda contundido, ele parecia que iria guiar sua equipe a mais uma vitória, desta vez sobre o Seattle Seahawks, indo até o último quarto com a vantagem no placar. Contudo, o time não conseguiu capitalizar as oportunidades que recebeu e acabou cedendo a vitória para o Seahawks por 28 a 22, com Aaron tendo um jogo ruim com duas interceptações e apenas um touchdown.
Ao final da temporada de 2014, ele foi eleito o Jogador Mais Valioso (MVP) da liga naquele ano.

##### 2015
Uma mudança fundamental foi feita nos Packers para a temporada de 2015. O treinador Mike McCarthy não mais chamaria as jogadas de ataque, passando essa responsabilidade ao seu assistente, Tom Clements. Rodgers afirmou que tal mudança não seria negativa para o time. Contudo, o ano de 2015 foi de altos e baixos. Começou com seis vitórias em seis partidas, com Aaron lançando para 15 touchdowns e sofrendo apenas duas interceptações. Porém logo veio três derrotas nas semanas seguintes. O time terminou com uma campanha de 10 vitórias e seis derrotas. Rodgers lançou para 33 touchdowns totais, sofrendo apenas 8 interceptações e conseguindo 3 821 jardas aéreas. Seu rating de 92,7 (apesar de figurar entre um dos melhores da liga) foi o mais baixo da carreira desde que assumiu a posição de titular em 2008.
Os Packers se classificaram para os playoffs e na rodada de repescagem, enfrentaram o Washington Redskins e venceram por 35 a 18, com Rogders tendo uma partida instável mas boa. Ele lançou para 210 jardas e anotou dois TDs aéreos. Na semana seguinte, contra o Arizona Cardinals, veio uma difícil derrota por 26 a 20. Nesta partida, com seu time atrás do placar no fim do último quarto, Aaron lançou um passe em profundidade para empatar o jogo de forma emocionante e forçar uma prorrogação. Porém seu time acabou falhando no momento decisivo e a temporada de 2015-16 terminou nos playoffs de divisão mesmo. Rodgers foi selecionado para o Pro Bowl neste ano.

##### 2016

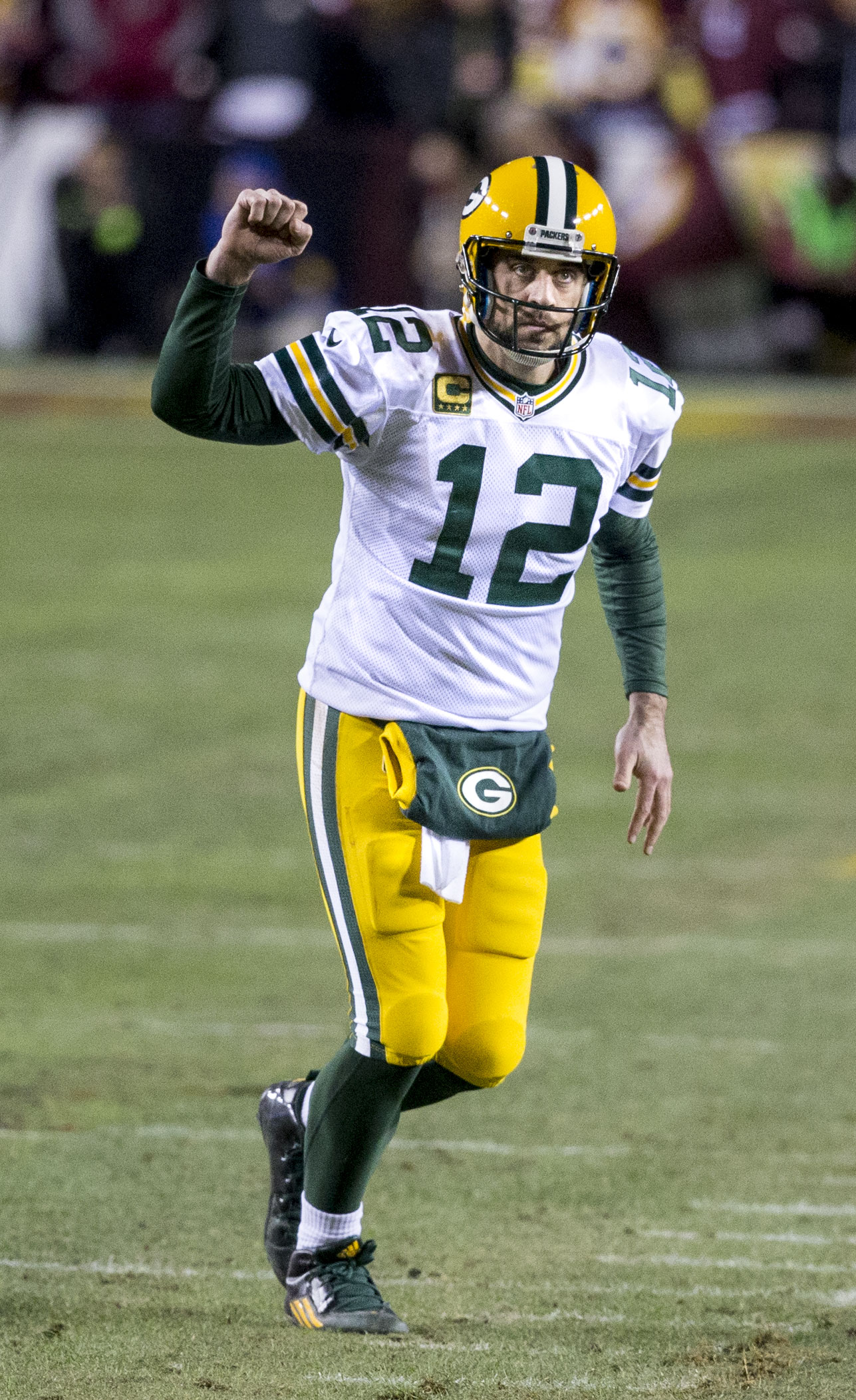
Rodgers em 2016.

Os primeiros cinco jogos da temporada de 2016 viram a continuação do declínio das estatísticas de Rodgers. Nesses jogos, ele completou 60,2% dos seus passes, atingindo uma média de 6,5 jardas por tentativa de passe e com um passing rate de 88,4. Ele sofreu cinco fumbles, perdendo dois deles. Especulações começaram a circular a respeito da sua performance ruim, incluindo a possibilidade de uma contusão não divulgada.
Na semana 7, no Thursday Night Football, contra o Chicago Bears, Rodgers voltou a jogar bem, completando 39 passes (quebrando o recorde de Brett Favre de 36 em 1993). Rodgers também teve sua primeira partida com 300 jardas aéreas lançadas desde a semana 10 de 2015. Na semana seguinte, contra o Atlanta Falcons, ele correu para 60 jardas (a melhor marca da carreira), e lançou para 4 touchdowns com um passer rating de 125,5.
Rodgers voltou com sofrer com contusões até o fim da temporada. Na semana 12, ele machucou seu músculo isquiossurais contra o Philadelphia Eagles. Contudo, ele continuou jogando. Na semana 14, contra o Seattle Seahawks, o time continuou vencendo, mas Rodgers sofreu uma contusão na panturrilha. Ainda assim, ele foi nomeado o Jogador Ofensiva da Semana da NFC. Rodgers foi eleito para o Pro Bowl no fim do ano, o seu terceiro seguido e o sexto da sua carreira.
Na semana 16, Rodgers e Drew Brees igualaram o recorde de Peyton Manning e Tom Brady de quarterbacks com quatro temporadas com pelo menos 35 touchdowns lançados. Rodgers levou os Packers a mais um título da NFC North e um lugar nos playoffs da temporada de 2016. Green Bay derrotou New York Giants na rodada de repescagem e depois o Dallas Cowboys no playoff de divisão. Os Packers, contudo, viriam a perder para o Atlanta Falcons na final da NFC Championship.
Em 2016, Rodgers terminou com 401 passes completados em 610 tentativas (melhores marcas da carreira), com um índice de 65,7% de acerto, 4 428 jardas lançados, 40 passes para touchdown, sete interceptações, um passer rating de 104,2, 369 jardas terrestres (melhor marca da carreira) e quatro touchdowns terrestres. Ele liderou a liga em passes para touchdown, pela primeira vez na carreira, e se tornou também apenas o quarto quarterback a ter múltiplas temporadas com 40 touchdowns.

##### 2017
Na semana 1 da temporada de 2017, numa vitória sobre o Seattle Seahawks, Rodgers teve seu 50º jogo da carreira com pelo menos 300 jardas, mas ele foi interceptado, encerrando uma sequência de 251 passes seguidos sem cometer um turnover.
Nos primeiros quatro jogos, foram três vitórias. Contudo, na semana 6, em uma partida contra Minnesota Vikings, Rodgers teve que sair de campo com uma contusão no ombro. Mais tarde foi divulgado que ele fraturou a clavícula direita. No dia seguinte ao jogo, em 16 de outubro, foi revelado que ele precisaria de cirurgia, que ocorreu três dias mais tarde. Cerca de treze parafusos foram inseridos para estabilizar seu osso da clavícula.
Sua volta estava estimada em oito semanas, com retorno previsto para a semana 15, contra o Carolina Panthers. No entanto, só valeria a pena voltar a jogar se os Packers ainda estivessem com chances de irem aos playoffs. Nas semanas seguintes, o quarterback reserva Brett Hundley conseguiu liderar o time a mais 3 vitórias, entregando o time com um total de 7 vitórias e 6 derrotas. Rodgers voltou para o jogo contra os Panthers como previsto, mas o time perdeu a partida. Com isso, o Green Bay Packers foi eliminado dos playoffs. Depois disso, o time achou melhor afastá-lo dos gramados para que se recuperasse com mais tranquilidade.

##### 2018

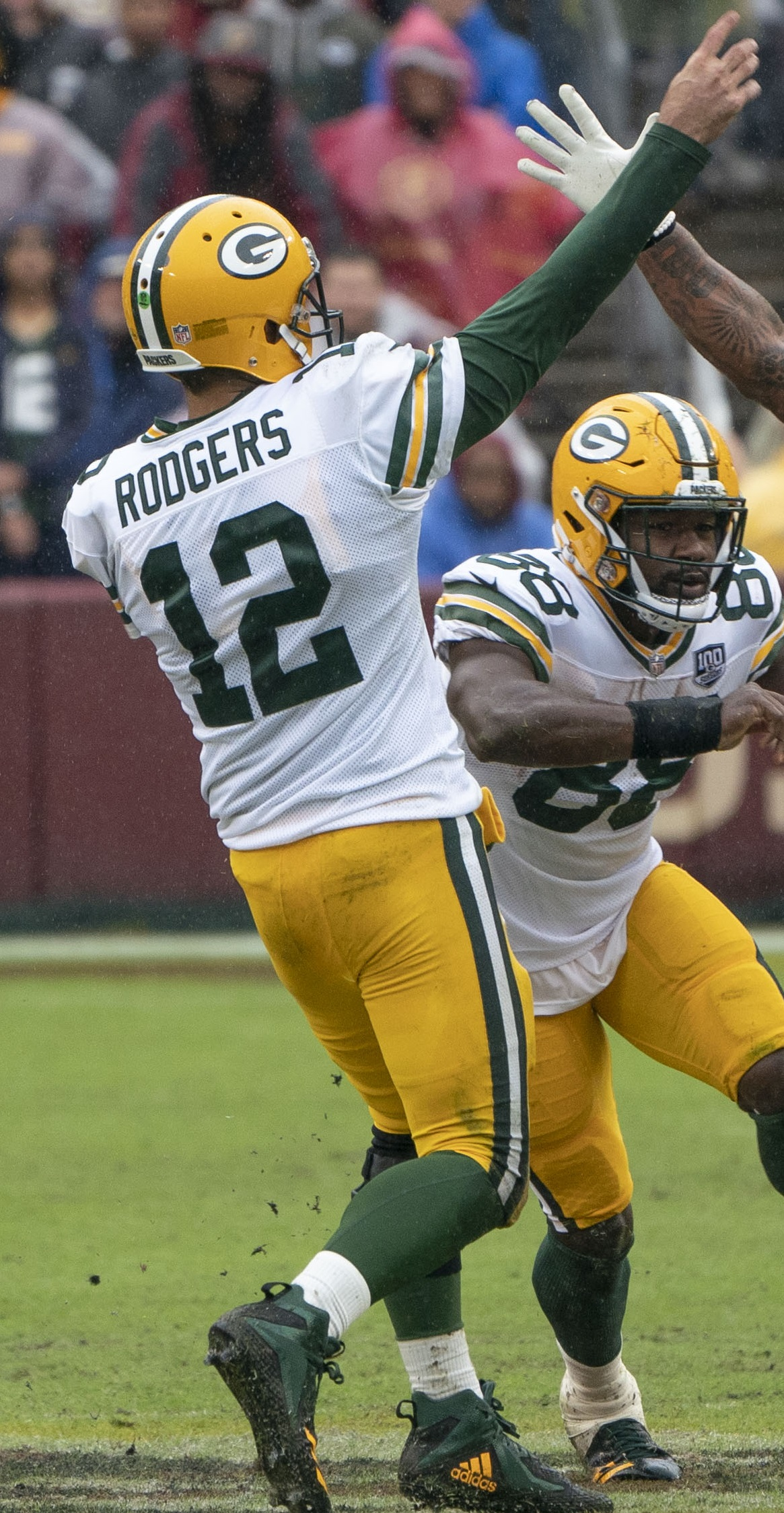
Rodgers passando a bola, em 2018.

Em 29 de agosto de 2018, Rodgers assinou uma extensão contratual de quatro anos com os Packers valendo US$ 134 milhões de dólares.
Durante o Sunday Night Football, contra o Chicago Bears na Semana 1, Rodgers deixou o campo com uma contusão, logo no começo da partida, no joelho mas retornou no terceiro quarto. Perdendo por 20 pontos, Rodgers terminou com 286 jardas e três touchdowns, liderando o Packers na virada por 24 a 23. Apesar do problema no joelho persistir, Aaron Rodgers lançou para pelo menos 40 passes em cada um dos próximos três jogos, lançando apenas uma interceptação em 150 passes tentados. Na semana 5, Rodgers lançou para 442 jardas (segunda melhor marca da carreira) e três touchdowns, mas sofreu dois fumbles, na derrota por 31 a 23 contra o Detroit Lions. No jogo seguinte, em uma vitória por 33 a 30 sobre o San Francisco 49ers, ele passou para 425 jardas aéreas e dois TDs.
Na semana 13, contra o Atlanta Falcons, Aaron Rodgers estabeleceu um recorde da NFL ao converter seu 359º passe sem lançar uma interceptação, quebrando a marca anterior de Tom Brady. Na semana 15, novamente contra os Chicago Bears, ele lançou para 274 jardas na derrota por 24 a 17, terminando sua sequencia de passes sem interceptação, com a marca ficando em 402 passes tentados. Na semana seguinte, contra o NY Jets, Rodgers lançou para 442 jardas, dois touchdowns lançados e outros dois corridos na vitória, numa prorrogação, por 44 a 38. Ao final da temporada, Rodgers foi eleito para o seu sétimo Pro Bowl.
No último jogo da temporada regular, contra o Detroit Lions, Rodgers sofreu uma concussão e não retornou para o resto da partida, sendo levado para o hospital para avaliação. Como Green Bay já tinha sido eliminado dos playoffs, Rodgers teve tempo para se recuperar
Rodgers terminou o ano com 372 passes completados de 597 tentados, com 4 442 jardas, 25 touchdowns, duas interceptações e um passer rating de 97,6. Sua razão touchdown-interceptação, de 25:2, foi a terceira melhor de todos os tempos (para QBs que lançaram ao menos 300 passes). Além disso, Rodgers quebrou o recorde da NFL com o menor percentual de interceptações por passe, com uma média de 0,335%.

##### 2019
Aaron Rodgers começou a temporada de 2019 com o novo treinador Matt LaFleur após a demissão de Mike McCarthy. O time passou a depender menos do braço de Rodgers e mais em formações pesadas e play-actions para tirar vantagem do novo corredor do time, Aaron Jones. Rodgers liderou os Packers a vitórias nos três primeiros jogos do ano, contra o Chicago Bears, Minnesota Vikings e o Denver Broncos. Sua primeira derrota veio na semana 4, contra o Philadelphia Eagles, por 34 a 27. Neste jogo, embora tenha passado para 422 jardas e dois touchdowns, além de uma interceptação, neste Thursday Night Football.
Na semana 5, contra o Dallas Cowboys, Rodgers completou 22 passes de 34 tentativas para 238 jardas na vitória por 34 a 24. Duas semanas mais tarde, numa partida contra o Oakland Raiders, Rodgers conseguiu seu primeiro jogo com um passer rating perfeito de 158,3, o primeiro quarterback da franquia dos Packers a fazer isso. Ele completou 25 de 31 passes para 429 jardas e 5 touchdowns na vitória por 42 a 24. Ele foi nomeado Jogador Ofensivo da Semana na NFC por sua performance. Na semana seguinte, ele lançou para 305 jardas e passou para três touchdowns na vitória por 31 a 24 sobre o Kansas City Chiefs no Sunday Night Football da NBC. Na semana 13, contra o New York Giants, Rodgers lançou para 243 jardas e quatro TDs na vitória por 31 a 13. Na semana 17, contra o Detroit Lions, ele conseguiu 323 jardas, dois touchdowns e lançou uma interceptação na vitória de virada por 23 a 20. Com este resultado, os Packers garantiram uma folga na primeira rodada dos playoffs, vencendo treze jogos (de dezesseis) no ano.
Rodgers terminou a temporada de 2019 com 4 002 jardas aéreas, 26 passes para touchdown e apenas quatro interceptações. Na rodada de playoff divisional, os Packers enfrentaram o Seattle Seahawks, onde Rodgers completou 16 passes de 27 para 243 jardas e dois touchdowns na vitória por 28 a 23. Na NFC Championship Game, contra o San Francisco 49ers, Rodgers completou 31 de 39 passes para 326 jardas e novamente dois touchdowns, mas também lançou duas interceptações, uma incluindo para Richard Sherman nos últimos dois minutos da partida, na derrota dos Packers por 37 a 20.

##### 2020: Terceiro MVP

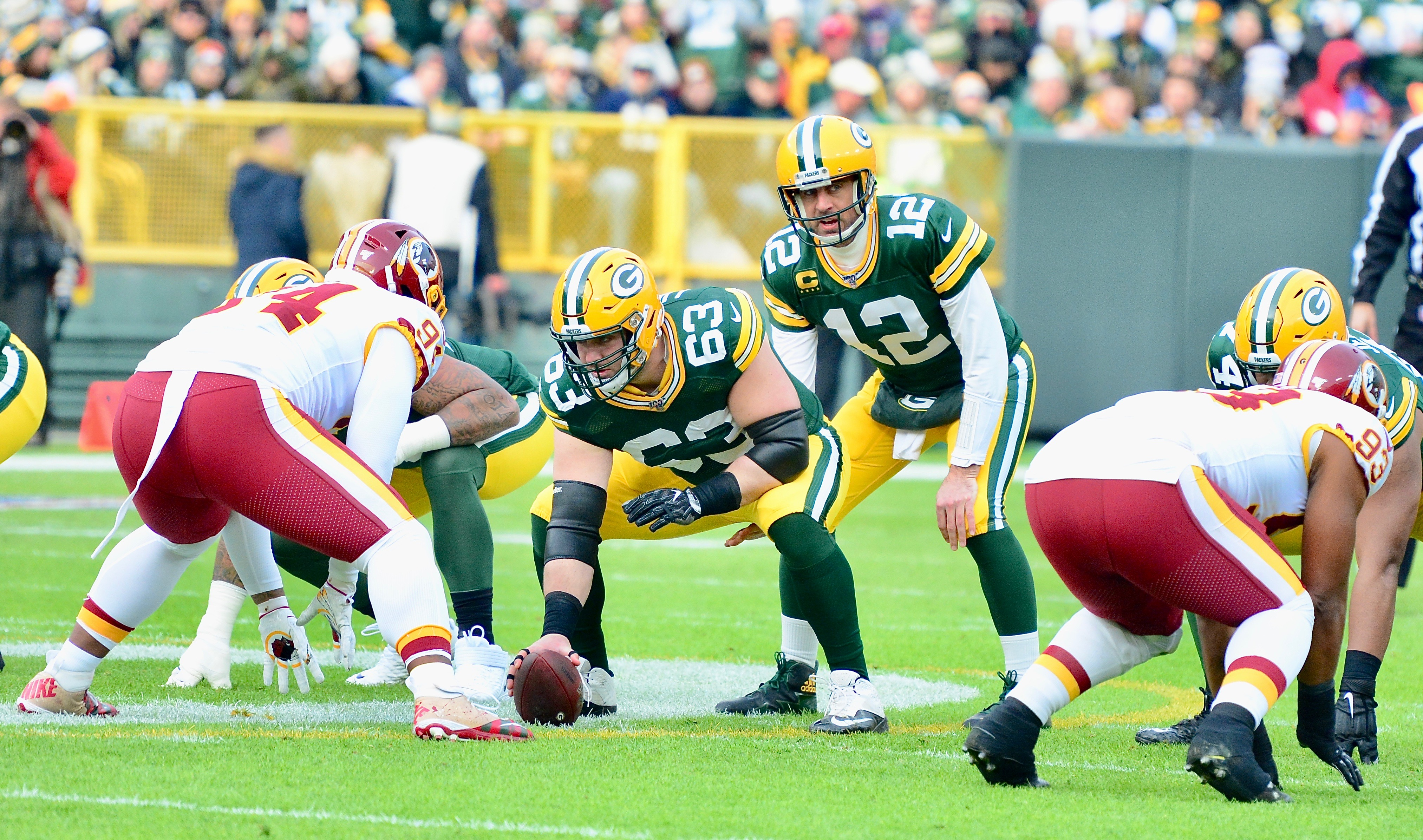
Rodgers jogando contra o Washington Redskins.

Durante a intertemporada, os Packers draftaram Jordan Love, como quarterback, levantando dúvidas a respeito da condição de titular de Aaron. Contudo, o jogador permaneceu como titular. Rodgers começou a temporada de 2020 com uma vitória de 43 a 34 sobre o Minnesota Vikings, onde ele lançou para 32 de 44 passes para 364 jardas e quatro touchdowns. Na semana 3, contra o New Orleans Saints no Sunday Night Football, Rodgers lançou para mais 283 jardas e três touchdowns em mais uma vitória, desta vez por 37 a 30. No Monday Night Football, contra o Atlanta Falcons, ele teve outra boa performance, com 327 jardas aéreas e quatro passes para touchdowns em uma nova vitória.
Na semana 11, numa partida contra o Indianapolis Colts, Rodgers acabou lançando para 311 jardas, três touchdowns e uma interceptação na derrota por 34 a 31, na prorrogação. Na semana seguinte, ele lançou para mais 211 jardas e quatro touchdowns, na vitória por 41 a 25 sobre o rival Chicago Bears no Sunday Night Football. Nesta partida, Aaron Rodgers se tornou o décimo-primeiro jogador na história da NFL a alcançar a marca de 50 000 jardas aéreas na carreira, chegando a essa marca ao lançar um passe de 39 jardas para touchdown para o tight end Robert Tonyan no meio do terceiro quarto.
Na semana 13, contra o Philadelphia Eagles, Rodgers lançou para 295 jardas e mais três touchdowns na vitória do seu time por 30 a 16. Neste jogo, num passe para o recebedor Davante Adams, ele marcou o TD de número 400 na carreira. Ele acabou sendo nomeado o Jogador Ofensivo da Semana na NFC devido a sua performance. Em 21 de dezembro de 2020, ele foi eleito para o 2021, sendo este o nono da carreira. Na semana 17, a última rodada, contra o Chicago Bears, Aaron lançou para 240 jardas e quatro touchdowns na vitória por 35 a 16.
Rodgers foi nomeado como o Melhor Jogador de Ataque do mês de dezembro na NFC. Ele acabou terminando o ano de 2020 com 4 299 jardas, 48 passes para touchdown (a melhor marca da carreira) e apenas cinco interceptações. Aaron liderou a liga em várias estatísticas, incluindo percentual de passes completados, touchdowns aéreo e passer rating. Em 8de janeiro de 2021, ele foi escolhido como primeiro time All-Pro da NFL. A organização de escritores de futebol americano profissional o nomeou MVP do ano de 2020. Os Packers terminaram a temporada com treze vitórias em dezesseis jogos, sendo a melhor campanha da NFC, garantindo uma folga na primeira semana da pós-temporada.
Nos playoffs de divisão, contra o Los Angeles Rams, Rodgers lançou para 296 jardas e dois touchdowns, correndo para um terceiro TD, na vitória por 32 a 18. Na semana seguinte, nas finais de conferência, os Packers perderam por 31 a 26 para o Tampa Bay Buccaneers. Rodgers foi sackado cinco vezes e jogou sob constante pressão da defesa adversária. Esta havia sido a quinta final de conferência da carreira de Aaron Rodgers, sendo que ele venceu apenas um desses jogos (em 2011) e perdendo quatro em sequência (a primeira vez que isso acontecia a um quarterback). Durante o jogo, Rodgers lançou para 346 jardas, três touchdowns e uma interceptação. Ainda assim, após a temporada, ele foi nomeado como o Jogador Mais Valioso da NFL pela Associated Press, além de também recebeu o prêmio "FedEx Jogador de Ataque Aéreo do Ano".

##### 2021: Quarto MVP

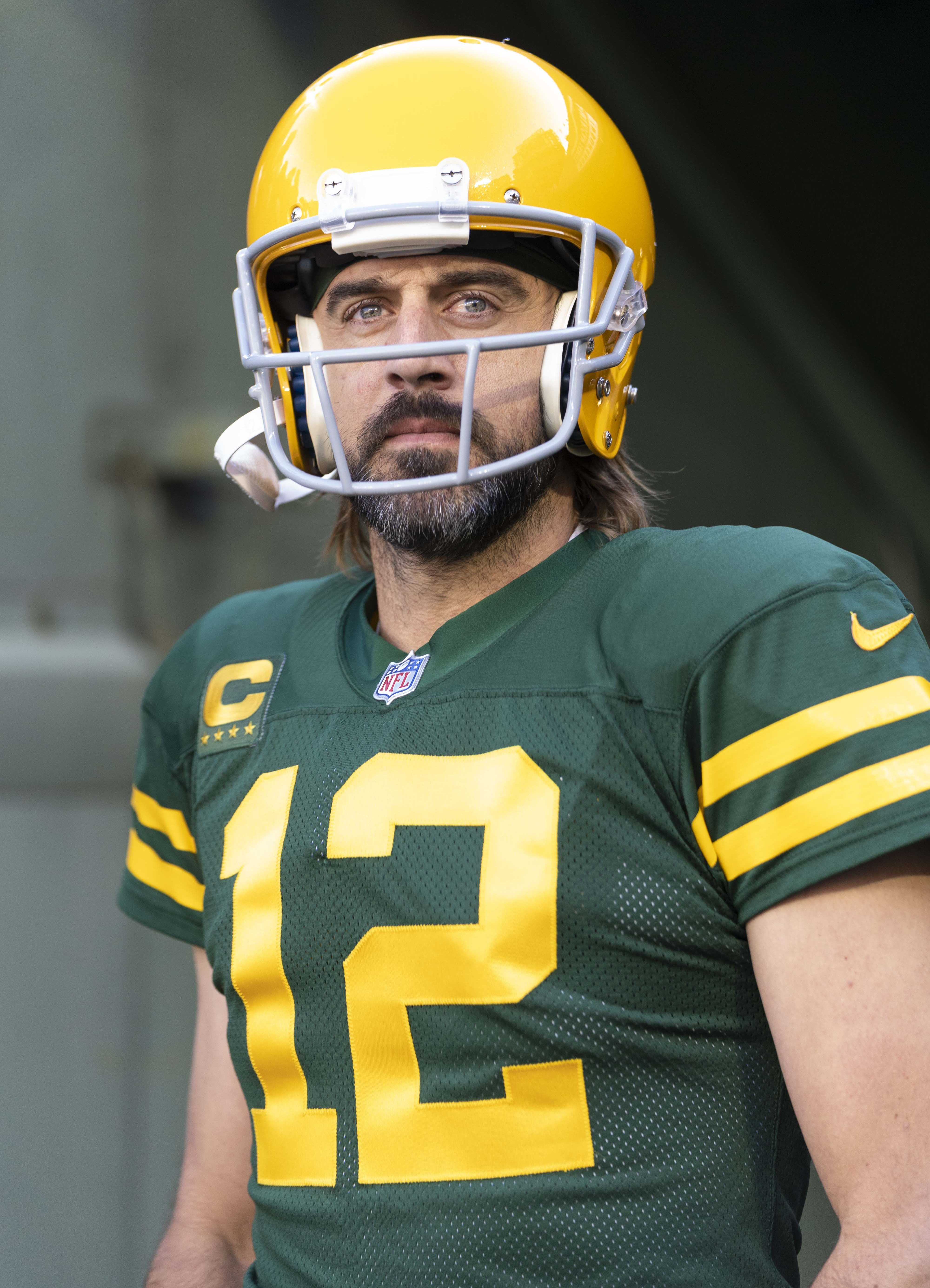
Rodgers em 2021.

Rodgers começou mal a temporada de 2021, em uma partida contra o New Orleans Saints onde completou 15 de 28 passes para 133 jardas e duas interceptações na derrota por 38 a 3 no TIAA Bank Field. No quarto período ele chegou a ser substituido por Jordan Love quando a partida já estava perdida. Contudo, Rodgers e os Packers se recuperaram e venceram as sete partidas seguintes. Em 3 de novembro, Rodgers foi diagnosticado com COVID-19 e foi colocado na lista de reserva. Segundo o protocolo da liga para jogadores não vacinados, ele ficaria afastado dos campos por dez dias. A situação se tornou polêmica pois, em agosto, antes da temporada começar, numa entrevista coletiva, um repórter perguntou se Rodgers havia se vacinado contra COVID-19, o qual ele respondeu "Sim, estou imunizado". Porém, foi descoberto que na verdade ele não se vacinou, mas buscou um tratamento homeopático recomendado por seu médico pessoal. Mesmo não vacinado, ele decidiu não cumprir a maioria dos protocolos da NFL para jogadores não imunizados, incluindo não uso de máscaras em eventos do time e em entrevistas coletivas e indo a festas com companheiros de time sem vestimentas de proteção. Após uma revisão, Rogders foi multado em US$ 14 650 dólares por violar os protocolos de saúde e os Packers foram multados também em US$ 300 000 dólares.
Rodgers foi retirado da lista de reserva/COVID-19 em 13 de novembro de 2021 e retornou para jogar contra o Seattle Seahawks na semana seguinte, com os Packers vencendo por 17 a 0. Na Semana 15, Rodgers lançou para 268 jardas e três touchdowns em mais uma vitória, desta vez por 31 a 30 contra o Baltimore Ravens, que garantiu aos Packers o título da NFC North pela terceira temporada seguida, além de render ao jogador o prêmio de NFC Jogador de Ataque do Ano. Em 23 de dezembro de 2021, Rodgers foi selecionado para o seu décimo Pro Bowl.
Na semana 16, na vitória sobre o Cleveland Browns, Rodgers lançou seu 443º touchdown na carreira, passando Brett Favre como o jogador com mais passes para TD lançados pelo Green Bay Packers. Por sua performance em dezembro, Rodgers foi nomeado Jogador de Ataque do Mês pela NFC. Em 14 de janeiro de 2022, Rodgers foi nomeado pela quarta vez na carreira como First-Team All-Pro.
Na Rodada de Divisão dos playoffs, contra o San Francisco 49ers, Rodgers lançou para 225 jardas, mas o time de especialistas jogou mal e cometeu erros, com os Packers perdendo por 13 a 10. Esta foi a quarta derrota de Rodgers para os 49ers em pós-temporada e a segunda derrota dele em uma rodada de divisão disputada em casa. Ao término da temporada, Rodgers venceu, pela quarta vez na carreira, o prêmio AP Jogador Mais Valioso (MVP) da NFL, pela segunda temporada seguida.

##### 2022
Em 8 de março, Rodgers assinou uma extensão contratual supostamente de quatro anos com os Packers, totalizando US$ 200 milhões de dólares, o que faria dele o jogador mais bem pago da NFL até então. Contudo, o jogador negou estes relatórios no Twitter, afirmando que tais números eram falsos. Ele confirmou, no entanto, que voltaria a jogar sua décima oitava temporada da NFL com os Packers. Uma semana depois, em 16 de março, Rodgers assinou formalmente seu novo contrato (que substituiu o último ano de seu contrato existente), totalizando três anos valendo US$ 150,8 milhões, sendo que US$ 101,5 milhões eram garantidos. O novo contrato fez dele o jogador mais bem pago da história dos esportes norte-americanos naquele momento.
A temporada começou contra o Minnesota Vikings, com Rodgers lançando para 195 jardas e uma interceptação na derrota por 23 a 7. Na semana 4, contra New England Patriots, Aaron lançou para 251 jardas e dois touchdowns, mas lançou a quarta pick-six (interceptação retornada para TD) da carreira, embora seu time tivesse vencido na prorrogação por 27 a 24. Na semana seguinte, em Londres, Rodgers teve um jogo de 222 jardas e dois touchdowns numa derrota perante o New York Giants. Na semana 8, contra o Buffalo Bills no Sunday Night Football em horário nobre, Rodgers lançou para 203 jardas, dois touchdowns e uma interceptação na derrota dos Packers por 27 a 17, sendo a quarta derrota consecutiva no ano. Na semana seguinte, contra o Detroit Lions, ele contabilizou 291 jardas, um touchdown e três interceptações em outra derrota. Esta foi a primeira vez desde a semana 15 da temporada de 2017 que Rodgers lançou três interceptações numa partida. Ele conseguiu se recuperar na semana seguinte contra o Dallas Cowboys, completando 14 de 20 passes para 224 jardas e três touchdowns na vitória na prorrogação por 31 a 28. Na derrota perante o Tennessee Titans, na semana 11, Rodgers confirmou que estava jogando com o polegar quebrado na mão de arremesso que sofreu na semana 5. Na semana seguinte, contra o Philadelphia Eagles, os Packers perderam mais uma partida (a oitava em doze jogos), mas o time conseguiu se recuperar, vencendo quatro jogos seguidos até mais uma derrota na semana final. A derrota para o Detroit Lions na semana 18 acabou liquidando as chances dos Packers de se classificarem para a pós-temporada. Aaron Rodgers terminou a temporada de 2022 com 3 695 jardas lançadas, 26 touchdowns e 12 interceptações (a maior quantidade de INTs lançadas por Rodgers desde 2008).

### New York Jets

#### 2023
Ao final da temporada de 2022, Rodgers deixou claro que seu futuro em Green Bay era incerto. O atleta cogitou se aposentar, continuar  com os Packers ou pedir transferência. Após passar dias semanas em uma espécie de retiro, ele decidiu por pedir uma troca. Após semanas de negociação, Rodgers indicou que ele queria se transferir para o New York Jets, porém Green Bay demorou a acertar os termos da troca. Em 26 de abril 2023, Rodgers confirmou que estava indo jogar pelos Jets, em uma troca que envolveu seleções de primeira e quinta rodadas no Draft da NFL de 2023, em troca de seleções de primeira, segunda e sexta rodadas no draft de 2023 e uma seleção condicional de segunda rodada no draft de 2024.

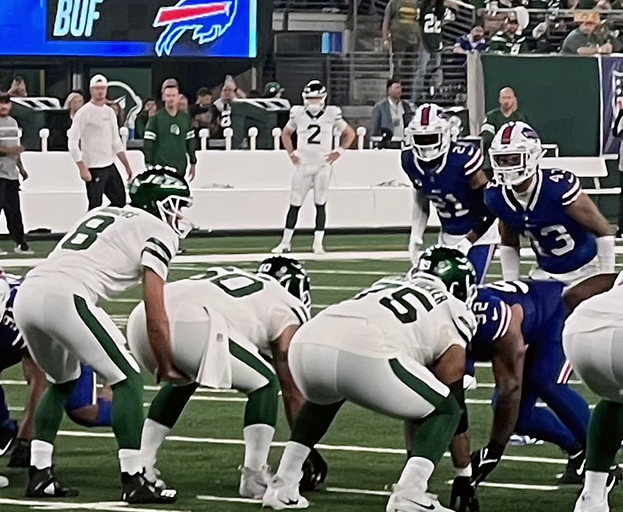
Rodgers (esquerda) em 2023 com os Jets.

Na semana 1 da temporada de 2023, em 11 de setembro, no jogo de estreia contra o Buffalo Bills, na quarta jogada ofensiva da partida, Rodgers foi sackado pelo defensive end Leonard Floyd, dos Bills, e logo em seguida caiu no chão reclamando do joelho. Rodgers foi carregado para fora do campo e submetido a avaliação médica. O reserva Zach Wilson entrou em campo pelos Jets e liderou sua equipe a vitória por 22 a 16 na prorrogação. No dia seguinte, foi confirmado que Rodgers rompeu o  tendão calcâneo, encerrando assim sua primeira temporada nos Jets.

#### 2024
Após jogar apenas quatro snaps ofensivos em sua primeira temporada com os Jets devido a uma lesão no tendão de Aquiles, Rodgers fez seu retorno no Monday Night Football na Semana 1, dando início à campanha de 2024. Em seu antecipado retorno, Rodgers completou 13 de 21 passes para 167 jardas, um touchdown e uma interceptação na derrota por 32 a 19 para o então campeão da NFC, o San Francisco 49ers. Na estreia dos Jets em casa contra o New England Patriots, Rodgers completou 27 de 35 passes para 281 jardas e dois touchdowns, enquanto os Jets venceram com tranquilidade por 24 a 3. Rodgers e os Jets perderam então cinco jogos seguidos, com performances ruins do time inteiro. Comentaristas notaram uma notável queda de produtividade e mobilidade por parte de Aaron quando comparado ao seu tempo em Green Bay. Essa sequência de derrota só foi interrompida na semana 9, com uma vitória sobre os Patriots, mas na semana seguinte veio outra derrota.
Entrando na semana 14, Rodgers mantinha um recorde na NFL de trinta e quatro jogos sem ultrapassar 300 jardas passadas, marca que ele quebrou em 8 de dezembro contra os Dolphins. Apesar de alcançar sua primeira partida com 300 jardas em três anos, os Jets perderam por 32 a 26 na prorrogação, sendo eliminados da disputa pelos playoffs. Em 5 de janeiro de 2025, Rodgers lançou seu 500º passe para touchdown, conectando com Tyler Conklin no MetLife Stadium contra os Dolphins, tornando-se o quinto quarterback na história da NFL a alcançar essa marca. Ele encerrou o último jogo da temporada com 274 jardas, quatro touchdowns (seu recorde da temporada) e uma interceptação, ajudando os Jets a vencerem por 32 a 20 e terminarem com uma campanha de 5 vitórias e 12 derrotas. Rodgers finalizou a temporada de 2024 com 3 897 jardas, 28 touchdowns e 11 interceptações. Ele também passou das 60 mil jardas na carreira neste ano.
O comportamento de Rodgers nesta temporada levou preocupações por comentaristas e analistas, já que muitos afirmaram que o poder que ele exercia sobre a franquia era excessiva, teoricamente forçando a equipe a demitir o treinador Robert Saleh contratar jogadores como Davante Adams. Rodgers negou ter tal autoridade dentro da organização.
Em 13 de fevereiro de 2025, os Jets anunciaram sua intenção de não continuar com Rodgers na temporada seguinte após apenas dois anos no time.

## Vida pessoal
Rodgers viveu por muitos anos em Suamico, Wisconsin, um subúrbio ao norte de Green Bay, a cerca de 16 km do Lambeau Field, se mudando de lá em 2017. Ele também é dono de uma casa na próspera comunidade praiana de Del Mar, na Califórnia, cerca de 32 km do centro de San Diego.
Rodgers tem dois irmãos; o mais novo, Jordan, jogou como quarterback na Universidade Vanderbilt e teve uma breve carreira com o Jacksonville Jaguars e o Tampa Bay Buccaneers.
No começo da vida, Rodgers foi criado como cristão. Já como adulto, ele afirmou que não se filiava mais a nenhuma religião organizada.
Em 2020, ele confirmou que estava num relacionamento sério com a atriz Shailene Woodley, com os dois noivando em 2021. Os dois terminaram no começo de 2022.
Rodgers tem sido um dos mais vocais apoiadores de medicina alternativa e é um defensor da legalização de drogas psicodélicas. Ele revelou em 2022 que já havia feito viagens fora de temporada para o Peru onde consumiu ayahuasca. Ele é um dos jogadores mais vocais da NFL a expressar preocupação com a prática da vacinação da liga. Rodgers também é um dos jogadores mais proeminentes da NFL a evitar todas as formas de vacinação contra o vírus COVID-19 e frequentemente critica jogadores que optaram por se imunizar.

## Estatísticas
| Legenda | Legenda             |
| ------- | ------------------- |
|         | AP MVP da NFL       |
|         | Venceu o Super Bowl |

| Ano      | Time     | Jogos | Jogos | Passando a bola | Passando a bola | Passando a bola | Passando a bola | Passando a bola | Passando a bola | Passando a bola | Passando a bola | Correndo com a bola | Correndo com a bola | Correndo com a bola | Correndo com a bola | Fumbles | Fumbles  |
| Ano      | Time     | JD    | JT    | Cmp             | Ten             | Pct             | Jardas          | Média           | TD              | Int             | Rtg             | Ten                 | Jardas              | Média               | TD                  | Fum     | Perdidos |
| -------- | -------- | ----- | ----- | --------------- | --------------- | --------------- | --------------- | --------------- | --------------- | --------------- | --------------- | ------------------- | ------------------- | ------------------- | ------------------- | ------- | -------- |
| 2005     | GB       | 3     | 0     | 9               | 16              | 56,3%           | 65              | 4,1             | 0               | 1               | 39,8            | 2                   | 7                   | 3,5                 | 0                   | 2       | 2        |
| 2006     | GB       | 2     | 0     | 6               | 15              | 40%             | 46              | 3,1             | 0               | 0               | 48,2            | 2                   | 11                  | 5,5                 | 0                   | 1       | 1        |
| 2007     | GB       | 2     | 0     | 20              | 28              | 71,4%           | 218             | 7,8             | 1               | 0               | 106,0           | 7                   | 29                  | 4,1                 | 0                   | 0       | 0        |
| 2008     | GB       | 16    | 16    | 341             | 536             | 63,6%           | 4 038           | 7,5             | 28              | 13              | 93,8            | 56                  | 207                 | 3,7                 | 4                   | 10      | 3        |
| 2009     | GB       | 16    | 16    | 350             | 541             | 64,7%           | 4 434           | 8,2             | 30              | 7               | 103,2           | 58                  | 316                 | 5,4                 | 5                   | 10      | 4        |
| 2010     | GB       | 15    | 15    | 312             | 475             | 65,7%           | 3 922           | 8,3             | 28              | 11              | 101,2           | 64                  | 356                 | 5,6                 | 4                   | 4       | 1        |
| 2011     | GB       | 15    | 15    | 343             | 502             | 68,3%           | 4 643           | 9,2             | 45              | 6               | 122,5           | 60                  | 257                 | 4,3                 | 3                   | 4       | 0        |
| 2012     | GB       | 16    | 16    | 371             | 552             | 67,2%           | 4 295           | 7,8             | 39              | 8               | 108,0           | 54                  | 259                 | 4,8                 | 2                   | 5       | 4        |
| 2013     | GB       | 9     | 9     | 193             | 290             | 66,6%           | 2 536           | 8,7             | 17              | 6               | 104,9           | 30                  | 120                 | 3,3                 | 0                   | 4       | 0        |
| 2014     | GB       | 16    | 16    | 341             | 520             | 65,5%           | 4 381           | 8,4             | 38              | 5               | 112,2           | 43                  | 269                 | 6,3                 | 2                   | 10      | 2        |
| 2015     | GB       | 16    | 16    | 347             | 572             | 60,7%           | 3 821           | 6,7             | 31              | 8               | 92,7            | 58                  | 344                 | 5,9                 | 1                   | 8       | 4        |
| 2016     | GB       | 16    | 16    | 401             | 610             | 65,7%           | 4 428           | 7,3             | 40              | 7               | 104,2           | 67                  | 369                 | 5,5                 | 4                   | 8       | 4        |
| 2017     | GB       | 7     | 7     | 154             | 238             | 64,7%           | 1 675           | 7,0             | 16              | 6               | 97,2            | 24                  | 126                 | 5,3                 | 0                   | 1       | 1        |
| 2018     | GB       | 16    | 16    | 372             | 597             | 62,3%           | 4 442           | 7,4             | 25              | 2               | 97,6            | 43                  | 269                 | 6,3                 | 2                   | 6       | 3        |
| 2019     | GB       | 16    | 16    | 353             | 569             | 62%             | 4 002           | 7,0             | 26              | 4               | 95,4            | 46                  | 183                 | 4,0                 | 1                   | 4       | 4        |
| 2020     | GB       | 16    | 16    | 372             | 526             | 70,3%           | 4 299           | 8,2             | 48              | 5               | 121,5           | 38                  | 149                 | 3,9                 | 3                   | 4       | 2        |
| 2021     | GB       | 16    | 16    | 366             | 531             | 68,9%           | 4 115           | 7,7             | 37              | 4               | 111,9           | 33                  | 101                 | 3,1                 | 3                   | 3       | 0        |
| 2022     | GB       | 17    | 17    | 350             | 542             | 64,6%           | 3 695           | 6,8             | 26              | 12              | 91,1            | 34                  | 94                  | 2,8                 | 1                   | 8       | 4        |
| 2023     | NYJ      | 1     | 1     | 0               | 1               | 0,0%            | 0               | 0,0             | 0               | 0               | 39,6            | 0                   | 0                   | 0,0                 | 0                   | 0       | 0        |
| 2024     | NYJ      | 17    | 17    | 368             | 584             | 63%             | 3 897           | 6,7             | 28              | 11              | 90,5            | 22                  | 107                 | 4,9                 | 0                   | 5       | 2        |
| Carreira | Carreira | 248   | 241   | 5 369           | 8 245           | 65,1%           | 62 952          | 7,6             | 503             | 116             | 102,6           | 741                 | 3 573               | 4,8                 | 35                  | 97      | 41       |